# Colin Kaepernick
Colin Rand Kaepernick (* 3. November 1987 in Milwaukee, Wisconsin) ist ein US-amerikanischer American-Football-Spieler auf der Position des Quarterbacks. Er spielte sechs Jahre für die San Francisco 49ers in der National Football League (NFL). Er ist momentan ein Free Agent. Internationale Bekanntheit erlangte Kaepernick vor allem durch die von ihm initiierten Proteste gegen Rassismus in der National Football League.

## Frühes Leben und Karrierebeginn
Colin Kaepernick wurde als Sohn einer weißen 19-Jährigen in Milwaukee geboren. Sein afroamerikanischer Vater verließ seine Mutter bereits vor seiner Geburt. Da seine Mutter nicht für ihn sorgen konnte, gab sie ihn zur Adoption frei. Colin wurde vom weißen Ehepaar Kaepernick adoptiert und wuchs mit dessen zwei leiblichen Kindern in Turlock in Kalifornien auf.
Kaepernick begann im Alter von acht Jahren mit dem Footballspielen und war außerdem ein talentierter Basketball- und Baseballspieler. Er besuchte die John H. Pitman High School in Turlock und übte alle drei Sportarten bei den dortigen Schulteams aus. Nachdem er sich 2009 für den MLB Draft, den Entry Draft für die Baseball-Liga MLB, angemeldet hatte und erst in der 43. Runde als 1310. Spieler von den Chicago Cubs ausgewählt worden war, entschied er sich, den Vertrag nicht zu unterschreiben und sich auf seine Footballkarriere zu konzentrieren.
Er spielte an der University of Nevada, Reno für die Wolfpacks College Football. Schnell etablierte sich Kaepernick als vielseitiger Quarterback, der sowohl bei Lauf- als auch bei Passspielzügen effektiv war: Er erzielte drei Saisons in Folge Pässe für 2000 Yards und erlief 1000 Yards, was einen NCAA-Rekord darstellte. Mit 10.098 Yards im Passspiel und 4.112 im Laufspiel ist er der erste Quarterback der NCAA, der die Marken von 10.000 und 4.000 Yards knackte.

## NFL
Im NFL Draft 2011 wurde Kaepernick in der zweiten Runde als 36. Spieler von den San Francisco 49ers ausgewählt, wo ihn Head Coach Jim Harbaugh hinter Starting-Quarterback Alex Smith einplante. Dabei hatte er auf dem College teils wesentlich bessere Statistiken erzielen können, als die fünf vor ihm gewählten Quarterbacks Cam Newton, Jake Locker, Blaine Gabbert, Christian Ponder und Andy Dalton. In seiner Rookiesaison 2011 wurde Kaepernick nur selten eingesetzt und warf lediglich fünf Pässe.
Als sich Smith in der darauf folgenden Saison verletzte, machte Kaepernick gegen die Chicago Bears sein erstes Spiel von Anfang an und spielte so gut (16 von 23 Pässen angekommen, 246 Yards Raumgewinn, zwei Touchdowns), dass Harbaugh ihn auch nach Smiths Wiedergenesung als Starting-Quarterback weiterspielen ließ. Auf Anhieb führte er San Francisco in die Play-offs und gewann nicht nur sein erstes Play-off-Spiel gegen die Green Bay Packers, sondern stellte auch mit 181 erlaufenen Yards einen neuen NFL-Rekord für einen Quarterback auf. Selbst mit Runningbacks zusammengenommen ist er erst der 16. Spieler, der in den Play-offs mindestens 180 Yards Raumgewinn in einem Spiel erlief. Von den anderen 15 hat nur Runningback Keith Lincoln (1963, San Diego Chargers) mit 15,8 Yards pro Lauf einen höheren Durchschnitt als Kaepernick (11,3) erzielt. Als drittem Quarterback nach Otto Graham (1954, 1955) und Jay Cutler gelangen ihm jeweils zwei geworfene und erlaufene Touchdowns in einem Play-off-Spiel. Auch das NFC Championship Game gegen die Atlanta Falcons gewannen die 49ers, sodass Kaepernick gleich in seiner ersten Saison als Starting-Quarterback im Super Bowl stand. Den Super Bowl XLVII verloren sie mit 31:34 gegen die Baltimore Ravens.
In der Saison 2013 führte Kaepernick sein Team mit einer Bilanz von zwölf Siegen und vier Niederlagen in die Play-offs. Er erzielte 21 Touchdownpässe und warf acht Interceptions. Im Laufspiel erzielte er in der Regular Season vier Touchdowns. Im Jahr zuvor waren es fünf, obwohl er 2012 auch nur in sieben von seinen 13 Einsätzen von Anfang an spielte, 2013 dann in allen 16 Spielen. In den Play-offs besiegten die San Francisco 49ers zuerst die Green Bay Packers und dann die Carolina Panthers. Im NFC Championship Game unterlagen sie den Seattle Seahawks.
Die Saison 2014 verlief für die 49ers und Kaepernick mittelmäßig. Mit 8 Siegen und 8 Niederlagen verpassten sie die Play-offs. Kaepernick warf in dieser Saison 19 Touchdowns und 10 Interceptions bei 3369 Yards. Sein Quarterback Rating lag bei 86,4. Zusätzlich lief er selbst für 639 Yards und einen Touchdown.
In der Saison 2015 wurde Kaepernick nach nur zwei Siegen in den ersten acht Saisonspielen von Blaine Gabbert als Starting-Quarterback ersetzt. Mit einer Bilanz von 5 Siegen und 11 Niederlagen verpasste San Francisco erneut den Einzug in die Play-offs.
Das vorletzte Spiel von Colin Kaepernick fand bei den Los Angeles Rams an Heiligabend 2016 statt, wobei er rassistischen Schmähungen ausgesetzt war seitens der Fans der Gastgeber. Sein bisher letztes Spiel absolvierte er am 1. Januar 2017.
Nach der Saison 2016 wurde Kaepernick in die Free Agency entlassen und fand seitdem keinen neuen Verein. Als Grund für diese Probleme werden teilweise seine politischen Statements in seiner Profikarriere vermutet, während andererseits mit seiner Leistung argumentiert wird. Teilweise wurden Kaepernick schwächer eingeschätzte Quarterbacks vorgezogen, beispielsweise als sich in der Saison 2018 beide Quarterbacks der Washington Redskins während der Saison verletzten und diese anstatt Kaepernick Mark Sanchez und Josh Johnson unter Vertrag nahmen.
Am 15. Oktober 2017 leitete Kaepernick rechtliche Schritte gegen die NFL wegen systematischer Ausgrenzung und entgangener Einnahmen ein. Im Februar 2019 kam es zu einer außergerichtlichen Einigung mit der NFL. Während über die Abfindungshöhe Stillschweigen vereinbart worden war, kursierten in den Medien Summen von etwas unter 10 Mio. USD bis hin zu 100 Mio. USD.

## Gesellschaft
Am 14. August 2016 kam es vor einem Trainingsspiel der San Francisco 49ers zu einem Eklat, als 240 Militärkräfte auf dem Footballfeld eine große US-Flagge präsentierten und Kaepernick sich für die US-amerikanische Nationalhymne, die vor jedem Spiel vorgetragen wird, nicht erhob. Mit seiner Weigerung wollte er gegen Rassismus und Polizeigewalt gegen Schwarze in den Vereinigten Staaten protestieren. „Ich werde nicht aufstehen und Stolz für eine Fahne demonstrieren, die für ein Land steht, das Schwarze und andere Farbige unterdrückt.“ Während des Trainings seiner Mannschaft trug er Socken, auf denen Polizisten als Schweine zu sehen waren. Am 21. April 2018 wurde Kaepernick von Amnesty International für sein Verhalten als Botschafter des Gewissens ausgezeichnet. Er selbst hat mehr als eine Million Dollar an gemeinnützige Organisationen gespendet.
Im September 2018 wurde Kaepernick neben Serena Williams und Basketballer LeBron James das Gesicht einer Jubiläumskampagne von Nike, mit welcher das Unternehmen seinen Slogan „Just Do it“ feierte. Teilweise verbrannten Kritiker von Kaepernick deshalb ihre Nike-Sportschuhe oder zerschnitten Socken von Nike und posteten die Bilder in sozialen Medien. Kaepernick wurde inzwischen zu einem Symbol der Bürgerrechtsbewegung, sein rotes Trikot vom ersten Protesttag mit der Nummer „7“ wurde im Smithsonian National Museum in Washington, D.C. im Rahmen einer Black-lives-matter-Ausstellung aufgehängt.
P!nk, Rihanna und Cardi B sagten aus Solidarität mit Kaepernick und den Protesten gegen Rassismus einen Auftritt beim Super Bowl 2019 ab. 2020 wurde Kaepernick symbolisch weltweit zur Ikone und zum Vorbild von niederknienden Demonstranten, die gegen Rassismus und Polizei-Willkür auf die Straßen gingen.
In der 2021 veröffentlichten Dokumentation Colin in Black & White erzählt Kaepernick über seine Jugendzeit und seine beginnenden Erfahrungen mit Rassismus.